# ポン＝タヴァン派

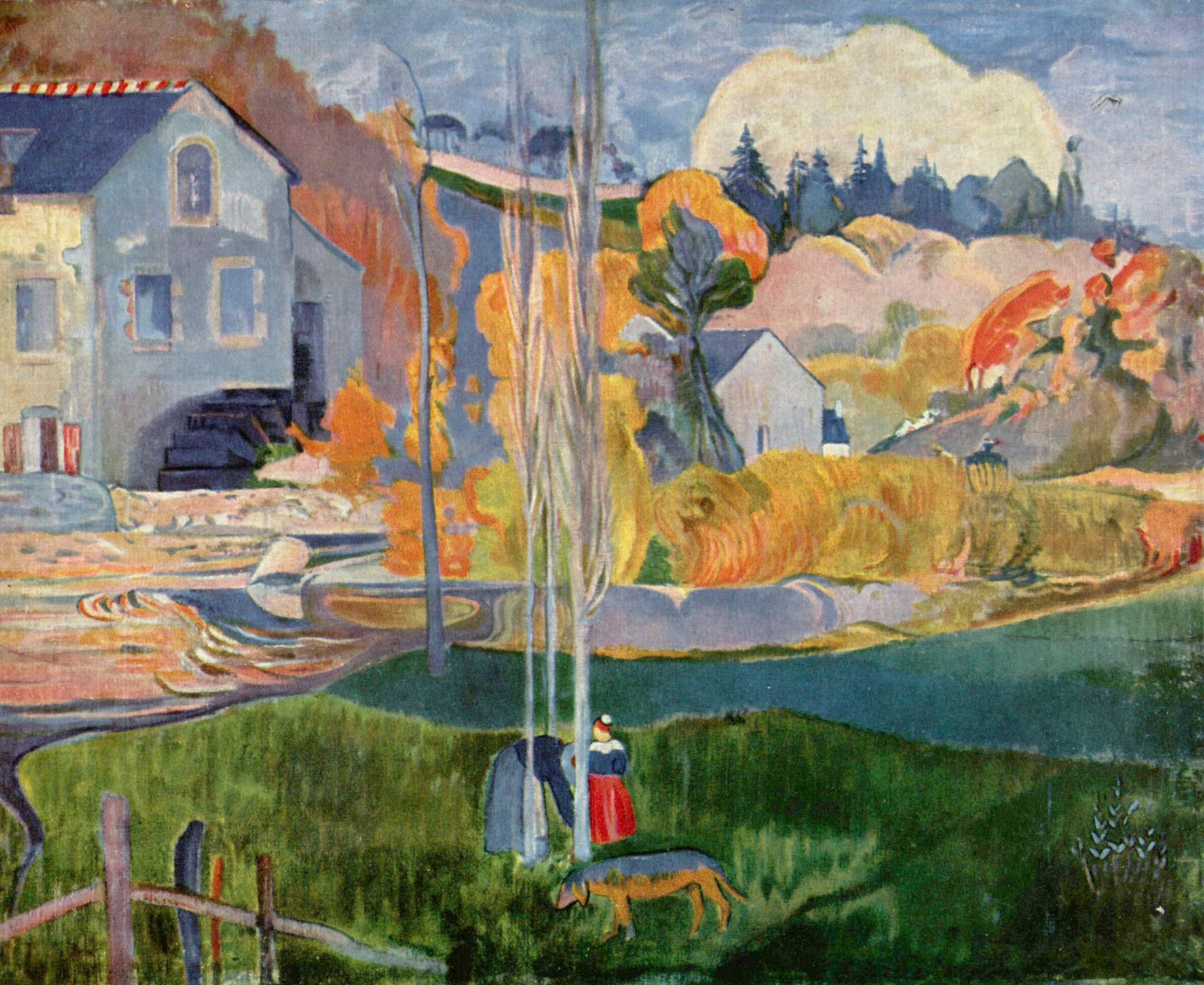
ゴーギャン「ポン＝タヴァンの水車小屋」

ポン＝タヴァン派（ポン＝タヴァンは、フランス語: École de Pont-Aven）は、19世紀後半から20世紀初頭にかけてフランスのポン＝タヴァンで活動した芸術家たちのグループを指し、特に1880年代末から1890年代初めにかけてポン＝タヴァンにいたポール・ゴーギャンの影響を受けた芸術運動である。大胆な純色の使用、象徴主義的な主題の選び方などが特徴である。

## 歴史
ポン＝タヴァンは、フランス・ブルターニュのフィニステール県に属するコミューンであり、アヴァン川の大西洋河口から少し内陸に入ったところに位置する。1862年にパリからカンペール行きの鉄道が開通すると、ブルターニュ地方への観光客が増え始めた。1866年にはフィラデルフィアから来たアメリカ人画学生たちがこの地を訪れ、その後もアメリカやイギリス、フランス出身の画家たちが集まり始めた。15年ほどのうちに、画家たちのコロニーは大きくなり、広く知られるようになった。フランスアカデミズム絵画の巨匠ジャン＝レオン・ジェロームも、自らの教えるアメリカ人画学生たちにブルターニュ行きを勧めており、ウィリアム・アドルフ・ブグローなどの風景画家も夏の間をこの地で過ごした。ある者は既存のアカデミズム絵画からの脱却を図るため、またある者はピークを過ぎた印象派を乗り越えるため、独自の言語（ブルトン語）、衣装、篤いカトリック信仰、口承などが残るブルターニュに新しい可能性を求めた。
その中で傑出した画家が、ポール・ゴーギャンとエミール・ベルナールであった。ゴーギャンは1886年7月に、ベルナールもやや遅れてその夏に、ポン＝タヴァンを訪れた。ゴーギャンは、勤め先をやめて画業に専念することを決意し、パリの喧騒を避けて村の素朴な暮らしを求めていた。ベルナールは、エミール・シェフネッケルの紹介でゴーギャンに会おうとしたのだが、この時はほとんど話をする機会がなかった。
2人は、1888年にポン＝タヴァンで本格的な再会を果たした。ベルナールは「草地のブルターニュの女たち」を制作し、これをゴーギャンにも見せた。ゴーギャンの「説教の後の幻影」はこの絵をもとに発想されたものとも言われる。ベルナール自身は、綜合主義のアプローチを最初にとったのはゴーギャンではなく自分だと主張している。

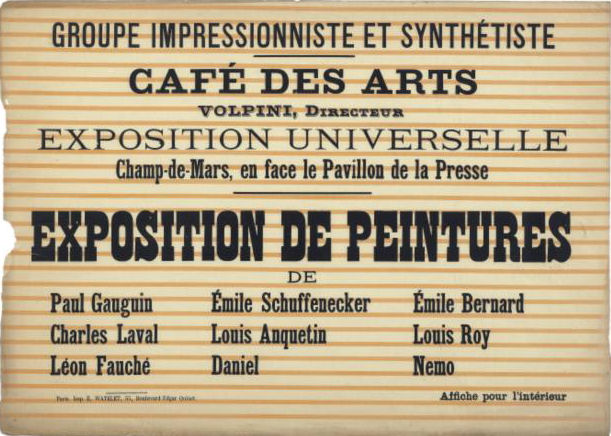
カフェ・ヴォルピーニで開かれた「印象主義および綜合主義グループ」展のポスター。

ポン＝タヴァン派のグループは、1889年、パリ万国博覧会の会場の一隅にあるカフェ・ヴォルピーニで、「印象主義および綜合主義グループ」と自称する展覧会（ヴォルピーニ展）を開いた。ここでは、ゴーギャン、ベルナールの作品を中心に展示されたほか、エミール・シェフネッケル、ルイ・アンクタン、シャルル・ラヴァル、ジョルジュ＝ダニエル・ド・モンフレイなどが参加した。印象主義を名乗ってはいたが、内容はむしろ反印象主義的な、綜合主義のマニフェストを宣言するものであった。
この頃には、ポン＝タヴァンの村もごみごみした場所になってしまっていたため、ゴーギャンは1889年、数キロメートル東に離れたル・プルドゥ（現在のクロアール＝カルノエ）の村に制作場所を求め、そこで1889年から1890年にかけての冬を過ごした。
ゴーギャンとともにポン＝タヴァン、その後ル・プルドゥで制作を行った画家たちには、シャルル・フィリジェ、メイエル・デ・ハーン、シャルル・ラヴァル、ロドリック・オコナー、エミール・シェフネッケル、アルマン・セガン、ウラディスラウ・スレヴィンスキーらがいる。ゴーギャンは、1891年の最初のタヒチへの航海を終えてから、1894年に最後にポン＝タヴァンを訪れ、これらの仲間たちと過ごしている。
しかし、精神的中心であったゴーギャンがタヒチに渡った後は、グループの活動には、見るべきものはない。

## 綜合主義
ゴーギャンとベルナールによってポン＝タヴァンで生み出されたスタイルは、綜合主義と呼ばれる。これは、複数のイメージを結び合わせて総合することによって、印象派とは全く異なる表現を創りだそうとしたものである。対象の忠実な写実を捨て去ること、画家の記憶に基づきながら、画家自身の感情を反映させて制作を行うこと、純色を大胆に用いること、遠近法や陰影を使わないこと、明確な輪郭線で区切られた平坦な色面で描くというクロワゾニスムの技法を用いること、不要なディテールを捨象した幾何学的構図によること、といった原則を打ち立てた。

## ギャラリー

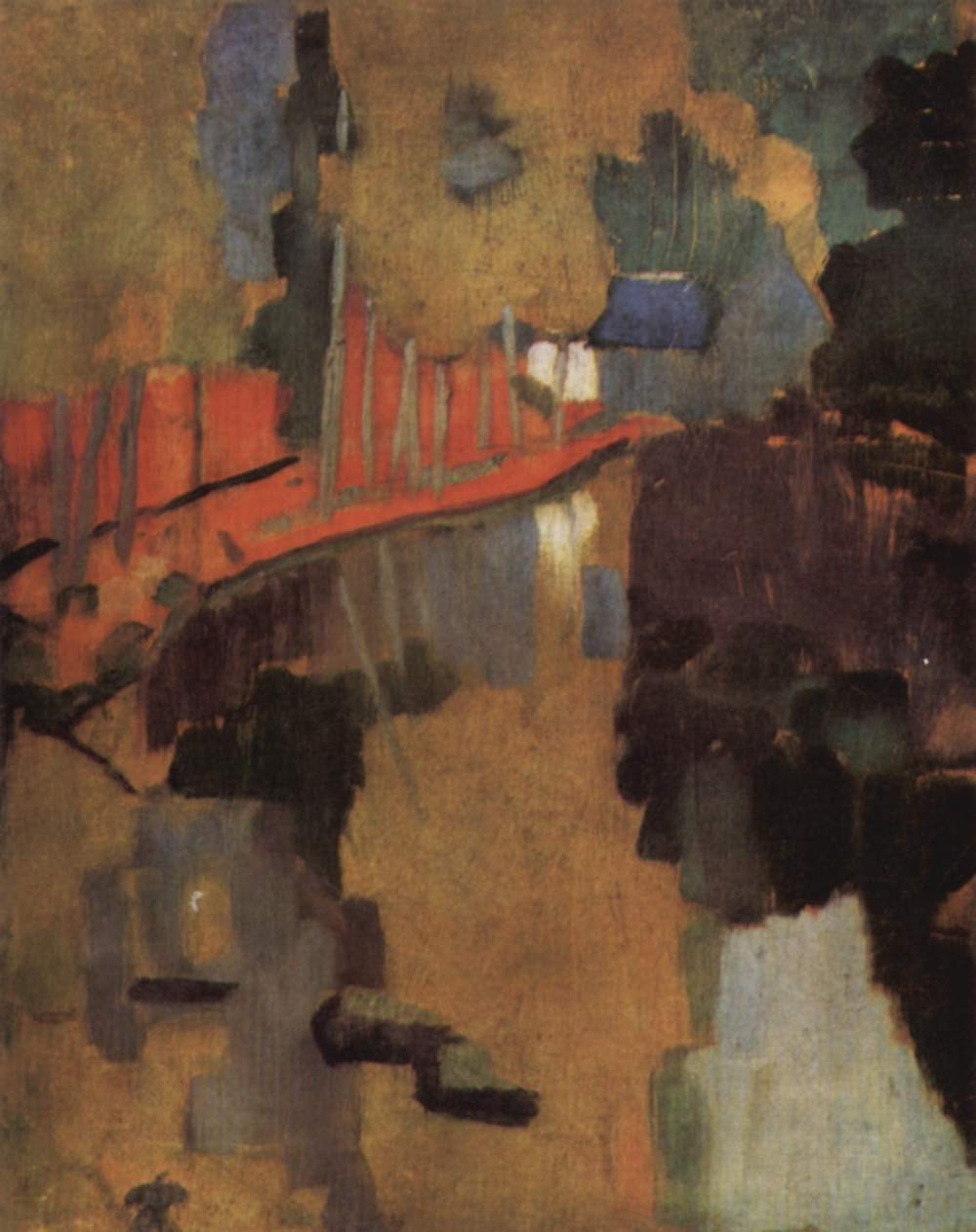
ポール・セリュジエ「タリスマン」（1888年）
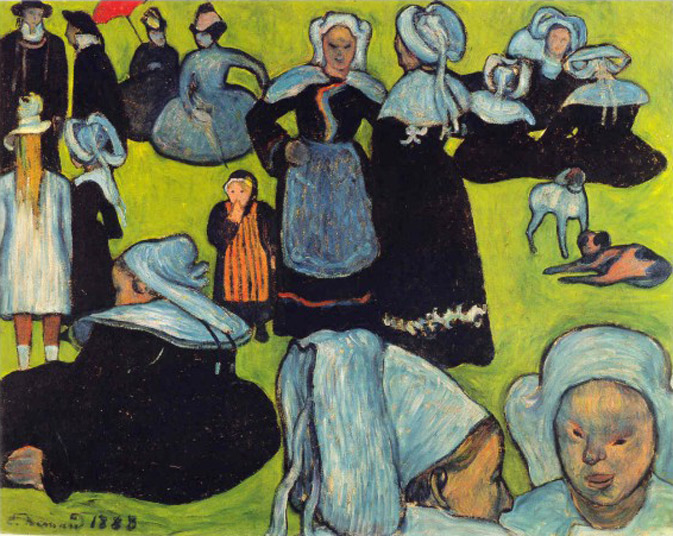
ベルナール「草地のブルターニュの女たち」（1888年）
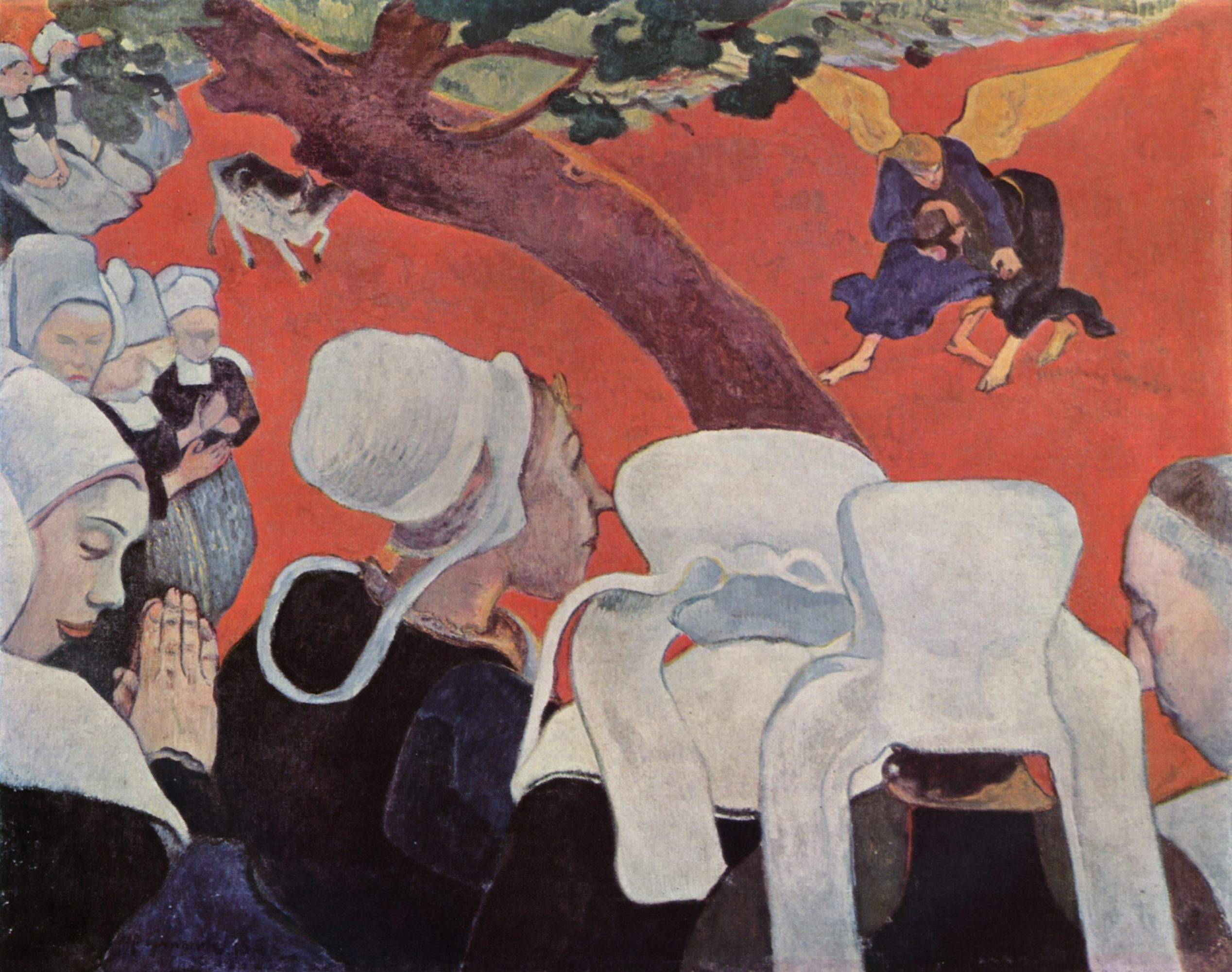
ゴーギャン「説教の後の光景」（1888年）
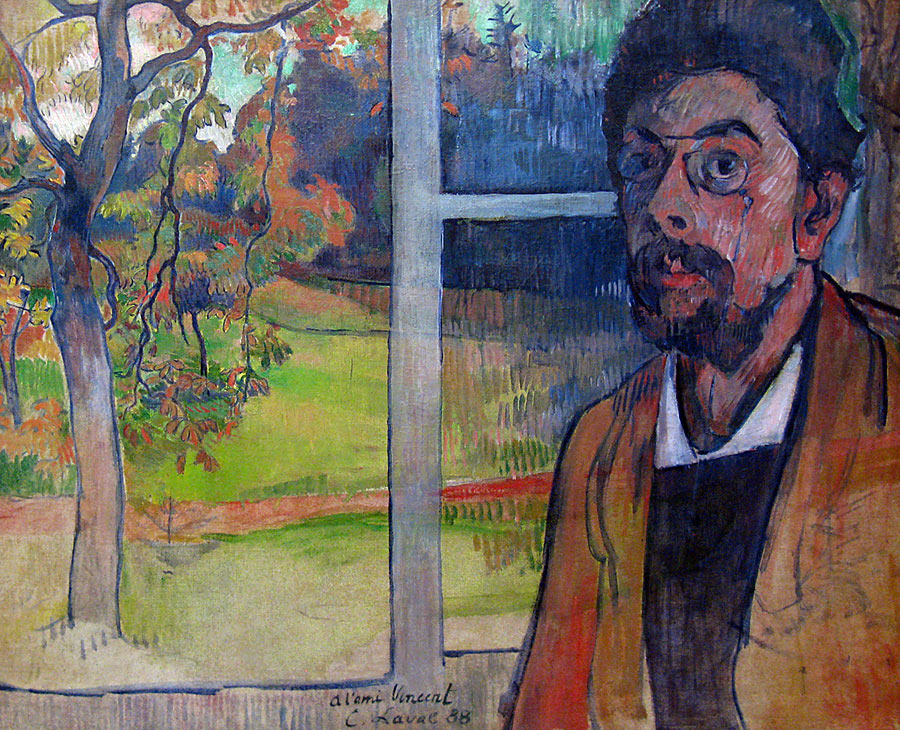
シャルル・ラヴァル「自画像」（1888年）